# باشگاه اتوبوس سلول سوختی
باشگاه اتوبوس پیل سوختی متشکل از شرکت‌کنندگان سه پروژه نمایشی برای اتوبوس‌های پیل سوختی در نه شهر اروپایی و دو شهر دیگر در سراسر جهان بین سال‌های ۲۰۰۱ تا ۲۰۰۷ بود. باشگاه اتوبوس پیل سوختی به انجمنی برای به اشتراک گذاشتن تجربیات و اطلاعات بین شهرها و محققان تبدیل شد. شهرهای دیگری مانند پکن نیز اتوبوس‌های کنسرسیوم پشت این پروژه را آزمایش کردند.
هر سه پروژه از اتوبوس‌های مرسدس-بنز سیتارو با پیل‌های سوختی هیدروژنی ساخت شرکت بالارد استفاده کردند. وقتی در سال ۲۰۰۷ تکمیل شد، هر سه پروژه از نظر محققان موفقیت‌آمیز تلقی شدند. با این حال، این اتوبوس‌ها به دلیل هزینه بالای عملیاتی در مقایسه با اتوبوس‌های دیزلی توسط برخی از اپراتورها مورد انتقاد قرار گرفتند، به طوری که مادرید گزارش داد که هزینه سوخت آنها حدود ده برابر بیشتر است. دیگران به قیمت بالای خرید اتوبوس‌های هیدروژنی اشاره کردند، و نیاز به ساخت جایگاه‌های سوخت‌گیری اختصاصی هیدروژن مطرح کردند.

## پروژه‌ها

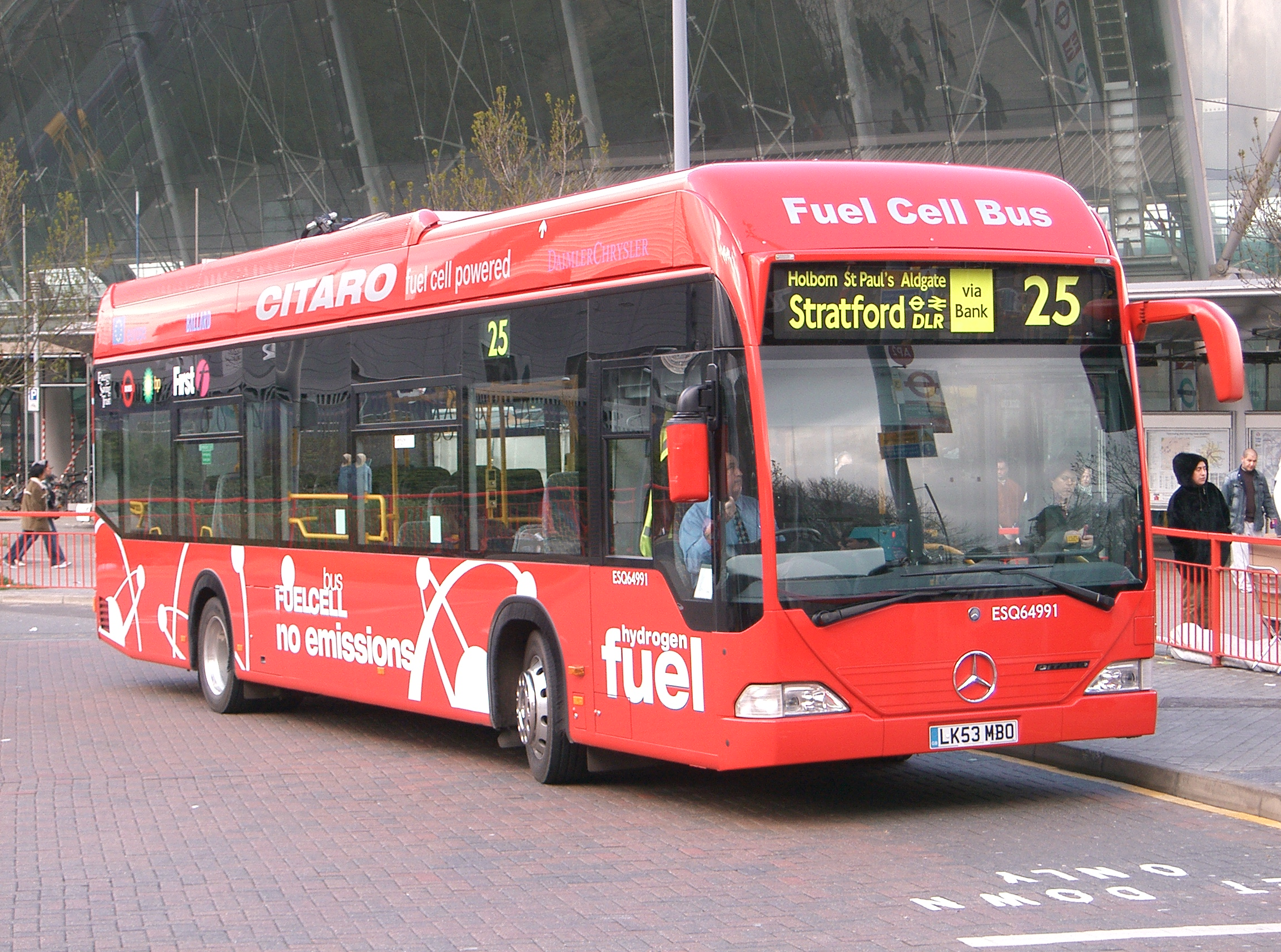
مرسدس-بنز سیتارو با سوخت هیدروژنی در استراتفورد (لندن) در سال ۲۰۰۴

### ناز
از سال ۲۰۰۱، پروژه تحقیقاتی حمل و نقل شهری پاک برای اروپا (CUTE) که توسط اتحادیه اروپا حمایت می‌شد، شروع به استفاده از اتوبوس‌های پیل سوختی هیدروژنی در نه شهر اروپایی - آمستردام، بارسلونا، هامبورگ، لندن، لوکزامبورگ، مادرید، پورتو، استکهلم و اشتوتگارت - کرد. این پروژه توسط کنسرسیومی از اپراتورهای حمل و نقل، توسعه‌دهندگان زیرساخت‌های هیدروژن و پیل سوختی، دانشگاه‌ها و مقامات شهری پشتیبانی شد.
در پایان پروژه در سال ۲۰۰۶، محققان این پروژه را موفقیت‌آمیز ارزیابی کردند. پروژه بعدی از سال ۲۰۰۶ تا ۲۰۰۹ با استفاده از اتوبوس‌های پیل سوختی هیدروژنی موجود و همچنین اتوبوس‌های جدید اجرا شد.

### اکتوس
اکتوس مخفف سیستم حمل و نقل شهری اکولوژیکی است. شرکت انرژی نو ایسلند مسئول این پروژه بود که هدف آن نشان دادن فناوری پیشرفته هیدروژن با راه‌اندازی بخشی از سیستم حمل و نقل عمومی با اتوبوس‌های پیل سوختی در شهر ریکیاویک، پایتخت ایسلند، بود. هیدروژن از منابع انرژی زمین‌گرمایی و برق‌آبی خانگی با استفاده از الکترولیز تولید شد. این پروژه از سال ۲۰۰۱ تا ۲۰۰۵ اجرا شد.

### مرحله
استپ برای انرژی حمل و نقل پایدار برای پرت. این ابتکار وزارت برنامه‌ریزی و زیرساخت‌های دولت استرالیای غربی، اگرچه توسط اپراتور قراردادی پث ترانزیت اداره می‌شد، اما مسئولیت آن بر عهده ترنسپرت بود. سه اتوبوس سلول سوختی هیدروژنی مرسدس بنز که در پرت فعالیت می‌کردند، «اکوباس» نامیده می‌شدند. پروژه استپ از سال ۲۰۰۱ تا ۲۰۰۵ اجرا شد و اولین اتوبوس‌ها در سپتامبر ۲۰۰۴ به بهره‌برداری رسیدند. این اتوبوس‌ها در سال ۲۰۰۷ از رده خارج شدند، و متعاقباً یک اتوبوس (البته بدون سلول‌های سوخت هیدروژنی) حفظ شد.
طرح آزمایشی پرت، بودجه‌ای معادل ۲٫۵ میلیون دلار استرالیا از وزارت محیط زیست و میراث و دفتر گلخانه‌های استرالیا دریافت کرد. این طرح توسط برنامه محیط زیست سازمان ملل متحد و سازمان توسعه صنعتی سازمان ملل متحد تأیید شد.
شرکت بی‌پی هیدروژن را به عنوان یک محصول جانبی در پالایشگاه نفت کوینانا (۵۰ کیلومتر (۳۱٫۱ مایل) تولید کرد. جنوب پرت). سپس هیدروژن از طریق جاده و با تانکرهای مخصوص حمل و نقل جاده‌ای به یک ایستگاه اتوبوس در حومه شمالی پرت منتقل شد. اتوبوس‌های پرت در این آزمایش، نسبت به سایر شهرهای مورد آزمایش، به قابلیت اطمینان بیشتر و مصرف سوخت کمتری دست یافتند.
تا ژوئن ۲۰۰۵، اتوبوس‌های پرت بیش از ۶۰٬۰۰۰ کیلومتر (۳۷٬۲۸۲ مایل) طی کرده بودند. و تقریباً ۳۰۰۰ ساعت عملیاتی را به پایان رساند و تقریباً ۶۰۰۰۰ مسافر از این سرویس استفاده کردند.
- در سال ۲۰۰۴، استپ جایزه دستاورد برجسته مؤسسه خبره لجستیک و حمل و نقل را دریافت کرد.
- در سال ۲۰۰۵، جایزه بنکسیا در بخش «دولت پیشرو با الگوبرداری برای آینده‌ای پایدار» به آن اهدا شد.

### چین
در سال ۲۰۰۵، پکن با استفاده از کمک‌های مالی برنامه توسعه سازمان ملل متحد، سه اتوبوس پیل سوختی هیدروژنی از این کنسرسیوم خریداری کرد. این اتوبوس‌ها به عنوان اولین اتوبوس‌های پیل سوختی در چین، در ژوئن ۲۰۰۶ وارد خدمت شدند. دانشمندان و محققان امیدوار بودند نشان دهند که چگونه می‌توان به حمل و نقل بدون انتشار گازهای گلخانه‌ای در چین دست یافت. در آن زمان، سوخت‌های فسیلی مانند زغال سنگ و نفت ۹۰ درصد از کل مصرف انرژی چین را تشکیل می‌دادند. با این حال، اتوبوس‌ها پس از یک سال از رده خارج شدند، زیرا آلودگی هوا باعث کاهش راندمان و عمر عملیاتی سلول‌های سوختی شده بود.

## وسایل نقلیه و شرکا

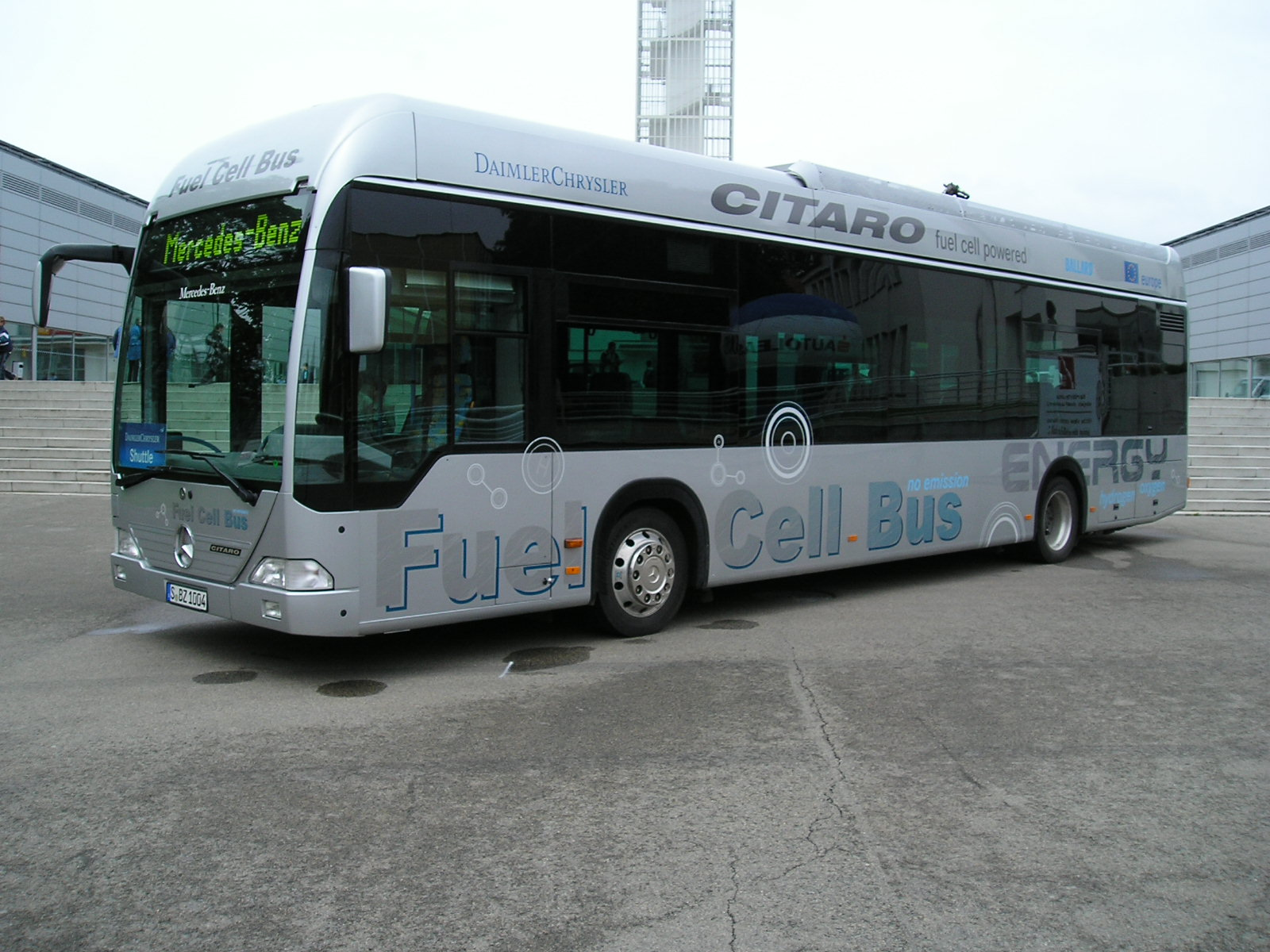
اتوبوس پیل سوختی مرسدس-بنز سیتارو

در تمام پروژه‌ها از اتوبوس‌های مرسدس-بنز سیتارو از شرکت دایملر کرایسلر استفاده شد. آنها از پیل‌های سوختی هیدروژنی استفاده می‌کردند که اکنون بخشی از شرکت بالارد است، تولید می‌شدند و به عنوان اتحادی و شرکت فورد موتور توسعه داده شده بودند. در بسیاری از شهرها، سوخت هیدروژن توسط شرکت بی‌پی تأمین می‌شد. در آن زمان، آنها ادعا می‌کردند که با ۳۳ اتوبوس پیل سوختی که به‌طور منظم در حال سرویس‌دهی هستند، بزرگ‌ترین ناوگان اتوبوس‌های پیل سوختی در جهان را دارند. تخمین زده می‌شد که هر اتوبوس ۱٫۲ میلیون دلار آمریکا هزینه داشته باشد و برد آن ۳۰۰ کیلومتر (۲۰۰ مایل) بود. و حدود ۷۰ مسافر را حمل کرد.